# Cesare Pintus
Cesare Pintus (Cagliari, 4 agosto 1901 – Fenestrelle, 1º settembre 1948) è stato un politico, partigiano e avvocato italiano.

## Biografia
Giovanissimo aveva aderito al Partito Repubblicano Italiano e, nel 1924, come corrispondente per La Voce Repubblicana, in occasione delle elezioni del 1924, aveva intervistato Emilio Lussu. 
Lo aveva poi seguito intorno al 1929-30, partecipando alla creazione del nucleo antifascista in Sardegna legato a Giustizia e Libertà, collaborando fra gli altri con Dino Giacobbe e Michele Saba.
In seguito a una spiata di Carlo Del Re, definito da Ernesto Rossi la "spia del regime", nell'autunno del 1930 fu arrestato, processato con Francesco Fancello e Nello Traquandi dal Tribunale speciale e condannato a dieci anni di reclusione. 
Trascorse sei anni in carcere, dove aveva contratto una grave forma di tubercolosi, che l'avrebbe portato a morte prematura. Uscito dal carcere cercò di reinserirsi nel mondo del lavoro, riprendendo l'attività forense (si era laureato in legge il 29 marzo 1925), ma la sua domanda di reiscrizione all'albo dei procuratori fu respinta. Per diversi anni visse in gravi ristrettezze economiche.
Dopo la caduta del fascismo, Pintus era stato segretario del Comitato di Liberazione Nazionale di Cagliari. Dopo l'8 settembre nel 1943 il CLN aveva requisito il quotidiano L'Unione Sarda e ricominciò le pubblicazioni come organo della Concentrazione provinciale antifascista, sotto la direzione di Jago Siotto, e Pintus divenne il redattore capo.
Nell'estate del 1944 alla scissione del Partito Sardo d'Azione seguì Emilio Lussu nel Partito Sardo d'Azione Socialista, il 12 ottobre dello stesso anno fu formalmente nominato dal prefetto regio e designato sindaco unanimemente dal Comitato provinciale di Concentrazione antifascista di Cagliari, carica che mantenne fino al 17 marzo 1946. Morì nel 1948 nel Sanatorio Agnelli a Pracatinat.
Il 21 ottobre 1997 gli è stata intitolata una via della municipalità di Pirri a Cagliari, nel quartiere di Is Bingias-Terramaini.